# Pycnomerus reflexus
Pycnomerus reflexus är en skalbaggsart som först beskrevs av Thomas Say 1826.  Pycnomerus reflexus ingår i släktet Pycnomerus och familjen barkbaggar. Inga underarter finns listade i Catalogue of Life.